# Małgorzata Dąbrowska
Małgorzata Dąbrowska (ur. 11 stycznia 1956 w Łodzi) – historyk, mediewista, bizantynolog, profesor zwyczajny, nauczyciel akademicki Uniwersytetu Łódzkiego.

## Życiorys
Absolwentka studiów historycznych Uniwersytetu Łódzkiego. Praca magisterska (Marian Henryk Serejski jako mediewista) pod kierunkiem Bogumiła Zwolskiego. W latach 1978–1985 asystent w Zakładzie Historii Powszechnej Starożytnej i Średniowiecznej UŁ. Uczennica Haliny Evert-Kappesowej. Doktorat na UŁ – Stanowisko Ludwika Świętego w konflikcie Michała Paleologa z Karolem Andegaweńskim (25 IV 1985). Od 1985 do 2001 adiunkt w Zakładzie Historii Powszechnej Starożytnej i Średniowiecznej UŁ (W 1992 przemianowanego na Zakład Historii Bizancjum). Habilitacja na w Instytucie Historii UŁ Łacinniczki nad Bosforem. Małżeństwa bizantyńsko-łacińskie w cesarskiej rodzinie Paleologów (XIII-XV wiek) – 19 grudnia 1996 (recenzenci: Waldemar Ceran, Ihor Ševčenko, Oktawiusz Jurewicz, Maciej Salamon). Od 2001 profesor nadzwyczajny UŁ. Od 2016 profesor nauk humanistycznych. Od 2005 kierownik Zakładu Historii Średniowiecznej Europy Zachodniej i Lewantu UŁ. Od 2018 profesor zwyczajny. Obecnie pracownik Katedry Historii Średniowiecznej UŁ. W latach 1998–1999 pracowała też w Akademii Świętokrzyskiej im. Jana Kochanowskiego – Filia w Piotrkowie Trybunalskim. Wielokrotnie przebywała na stypendiach i stażach naukowych m.in.: Rządu Francuskiego w Paryżu, w College de France (1989), TEMPUS’a w Tesalonice (1992), TEMPUS’a w Uniwersytecie Paris I-Sorbonne (1996), Fundacji Lanckorońskich w Kings’ College w Londynie (1999), Stypendium Fundacji Kościuszkowskiej w Bibliotece Uniwersytetu Harvarda – Dumbarton Oaks, Waszyngton D.C. (2000), Visiting Fellow w All Souls College w Oksfordzie (2001). Uczestnik kongresów bizantynologicznych: XVIII w Moskwie (1991), XIX w Kopenhadze (1996), XX w Paryżu (2001), XXI w Londynie (2006). W latach 2005–2008 była Visitng Professor w Rice University w Houston (Teksas) (Stypendium Fundacji Kościuszkowskiej dla nauczania historii i literatury polskiej), Visiting Profesor w Instytucie Historycznym Uniwersytetu Warszawskiego w semestrze letnim 2013/2014. Prowadzi badania nad Bizancjum okresu Paleologów XIII–XV wieku.
Główne zainteresowania badawcze:
- Bizancjum a Zachód w XIII-XV w.
- Małżeństwa cesarskie w późnym Bizancjum
- Naturalne dzieci cesarzy bizantyńskich
- Rywalizacja Paleologów i Kantakuzenów
- Trapezunt i świat pontyjski
- Królestwo Polskie i Cesarstwo Bizantyńskie w XIV-XV w.
- Oskar Halecki jako historyk unii kościelnej i dyplomata
- Percepcja Bizancjum w Polsce
- Współczesna historia i kultura polska

Członek: Polskiego Towarzystwa Historycznego – Oddział Łódzki (od 1978), Komisji Bizantynologicznej PAN afiliowanej przy Association Internationale des Études Byzantines (od 1986), British Society for the Promotion of Byzantine Studies (od 1989), Stałego Komitetu Mediewistów Polskich (od 2001), Łódzkiego Towarzystwa Naukowego (od 2001), Polska Akademia Nauk – Oddział Łódzki (od 2001), Stowarzyszenia Przyjaciół Okrętu „Błyskawica” (od 1991), członek Rady Collegium Artium (od 2008), członek Rady Naukowej Instytutu Historii PAN w Warszawie (kadencja 2015 -2018), członek Rady Redakcyjnej pisma „Collectanea Philologica”. Od 2016 jest członkiem Komitetu Nauk Historycznych PAN.
Weszła w skład komitetu wspierającego kandydaturę Karola Nawrockiego na prezydenta RP w wyborach w 2025.

## Nagrody
- Nagroda J.M. Rektora UŁ za książkę Bizancjum, Francja i Stolica Apostolska w drugiej połowie XIII wieku (1987).
- Nagroda Łódzkiego Oddziału PAN dla młodych, wyróżniających się pracowników nauki (1991).
- „Profesor na piątkę z plusem” – tytuł przyznany przez Duszpasterstwo Akademickie „Węzeł” (1997).
- Nagroda Ministra Edukacji za książkę Łacinniczki nad Bosforem. Małżeństwa bizantyńsko-łacińskie w cesarskiej rodzinie Paleologów (XIII-XV w.) (1998).
- Nagrody J.M. Rektora UŁ, indywidualne, stopnia drugiego, za osiągnięcia dydaktyczno-wychowawcze (1988, 1994, 1996, 1999).

## Wybrane publikacje

### Książki, skrypty i przekłady
- Bizancjum, Francja i Stolica Apostolska w drugiej połowie XIII wieku, Łódź: Wydawnictwo UŁ 1986. Acta Universitatis Lodziensis. Folia Historica 27 link[13].
- Łacinniczki nad Bosforem. Małżeństwa bizantyńsko – łacińskie w cesarskiej rodzinie Paleologów (XIII-XV w.), Łódź: Wydawnictwo UŁ 1996[14].
- (współautor) Disce puer. Podręcznik do łaciny średniowiecznej, red. Dariusz Gwis i Elżbieta Jung-Palczewska, Warszawa: Wydawnictwo Naukowe PWN 2000.
- (przekład i Posłowie, s. 273–275) Cyril Mango, Historia Bizancjum, Gdańsk: Marabut 1997 (wyd. 2 – 2002).
- (przekład i Posłowie, s. 135–138) Donald M. Nicol, Konstantyn XI. Ostatni cesarz Rzymian, Gdańsk: Marabut 2004.
- (kompletna rewizja tłumaczenia) Steven Runciman, Nieszpory Sycylijskie. Dzieje świata śródziemnomorskiego w drugiej połowie XIII wieku, Katowice: „Książnica” 1997 (wyd.2 – 2007).
- (przekład) Ameryka, [w:] Cywilizacje starożytne, red. Artur Cotterell, red. nauk. wyd. pol. Waldemar Ceran, Łódź: Wydawnictwo Łódzkie 1990, s. 340–380 (wyd. 2 – Łódź: PRO-media CD 1996).
- (przekład) Oceania, [w:] Artur Cotterell, Słownik mitów świata, Łódź: Wydawnictwo Łódzkie 1993, s. 380–424 (wyd. 2 – Katowice: „Książnica” 1996, wyd. 3 – 2001, wyd. 4 – 2006).
- Let the witnesses speak… Contemporary Polish and Central European Politics and Culture, National Archive Publishing Company, XanEdu, Rice University, Houston, TX, 2007.
- Enough Questions, Enough Answers. Modern Polish poetry in Translation, National Archive Publishing Company, XanEdu, Rice University, Houston, TX 2007.
- Polish Drama in Translation, National Archive Publishing Company, XanEdu, Rice University, Houston, TX, 2006.
- Krzysztof Zanussi’s Cinema, Central and eastern European Film, National Archive Publishing Company, XanEdu, Rice University, Houston,TX 2006, 2007, 2008.
- The Voice of Byzantium. Byzantium and the Slavs, National Archive Publishing Company, XanEdu, Rice University, Houston, TX 2008.
- (redakcja) Oskar Halecki i jego wizja Europy, red. Małgorzata Dąbrowska, t. 1–3, Warszawa–Łódź: Instytut Pamięci Narodowej 2012–2014.
- Drugie oko Europy. Bizancjum w średniowieczu, Wrocław: Wydawnictwo Chronicon 2015 link[15].
- (redakcja) Kazimierz Zakrzewski. Historia i polityka, red. Małgorzata Dąbrowska, Warszawa–Łódź: Instytut Pamięci Narodowej-Uniwersytet Łódzki 2015[16].
- (redakcja) Stanisław Kościałkowski pamięci przywrócony, red. Małgorzata Dąbrowska, Warszawa–Łódź: Instytut Pamięci Narodowej-Uniwersytet Łódzki 2016.
- The Hidden Secrets. Late Byzantium in The Western and Polish Context, Łódź: Wydawnictwo UŁ 2017 [17].
- (redakcja) Henryk Paszkiewicz wydobyty z zapomnienia, red. Małgorzata Dąbrowska, Warszawa–Łódź: Instytut Pamięci Narodowej-Uniwersytet Łódzki 2018.

### Artykuły
- Sprawozdanie z posiedzenia Komisji Bizantynologicznej Komitetu Nauk o Kulturze Antycznej PAN poświęconego pamięci profesor doktor Haliny Evert-Kappesowej (7 XII 1985), „Rocznik Łódzki” 36 (1986), s. 310–312.
- XXII Sympozjum Bizantynologiczne w Nothingham, „Kwartalnik Historyczny” 95 (1988), z. 2, s. 255–288.
- L’attitude probyzantine de Saint Louis et les opinions des sources francaises concernant cette question, „Byzantinoslavica” 50 (1989), z. 1, s. 11–23.
- Międzynarodowe sympozjum bizantynologiczne w Bechynî, „Kwartalnik Historyczny” 98 (1991), z. 2, s. 142–144 [10–15 IX 1990. Temat: Bizancjum i jego sąsiedzi od połowy IX do XII wieku].
- Fałszywy patriarcha Konstantynopola i prawdziwy cesarz Bizancjum w Paryżu u schyłku XIV wieku, „Acta Universitatis Lodziensis, Folia Historica”, 44 (1992), s. 75–90.
- Paul Emile Lemerle (22 IV 1903 – 17 VII 1989), „Eos” 80 (1992), z. 1, s. 167–169.
- Bizantynistyka coraz atrakcyjniejsza, „Kronika” rozmawia z profesorem Anthony Bryerem z Uniwersytetu w Birmingham, „Kronika. Pismo Uniwersytetu Łódzkiego”, nr 6 (20), listopad 1993, s. 29–31.
- Francja i Bizancjum w okresie wielkiej schizmy zachodniej, „Acta Universitatis Lodziensis. Folia Historica” 48 (1993), s. 127–141.
- Peter of Cyprus and Casimir the Great in Cracow, „Byzantiaka” 14 (1994), s. 257–267 link.
- Dekadencja Bizancjum i losy spadku po Drugim Rzymie, „Znak” nr 466, marzec 1994, s. 23–29
- Byzantine Studies Abroad – Poland, „Bulletin of British Byzantine Studies” 20 (1994), s. 83–85.
- (współautor: Maciej Salamon) Sprawozdanie z XVIII Międzynarodowego Kongresu Bizantynistów w Moskwie, „Studia Źródłoznawcze”, 25 (1994), s. 151–152.
- “Cantacuzene – The Wolf” or Matthias Stryjkowski’s Recollection of Byzantium, „Byzantinoslavica” 56 (1995), s. 257–267.
- Być piękną w Bizancjum, „Mówią Wieki” (1996), z. 7, s. 7–10.
- Sophia of Montferrat or the History of One Face, „Acta Universitatis Lodziensis. Folia Historica” 56 (1996), s. 159–171.
- Hexamilion i Warna, „Balcanica Posnaniensia. Acta et studia” VIII (1997), s. 61–70.
- Jan V Paleolog, [w:] Encyklopedia katolicka, t. 7: Ignoratio elenchi-Jędrzejów, pod red. Stanisława Wielgusa, Jerzego Duchniewskiego, Mirosława Daniluka, Stanisława Fity, Jerzego Misiurka, Mariana Ruseckiego, Antoniego Stępnia, Anzelma Weissa, Lublin: TNKUL 1997, k. 874–875.
- Jan VIII Paleolog, [w:] Encyklopedia katolicka, t. 7: Ignoratio elenchi-Jędrzejów, pod red. Stanisława Wielgusa, Jerzego Duchniewskiego, Mirosława Daniluka, Stanisława Fity, Jerzego Misiurka, Mariana Ruseckiego, Antoniego Stępnia, Anzelma Weissa, Lublin: TNKUL 1997, k. 876.
- Uzun Hasan’s Project of Alliance with the Polish King (1474), [w:] Melanges d’histoire offerts a Oktawiusz Jurewicz a l’occasion de son soixante – dixieme anniversaire, Łódź 1998, Byzantina Lodziensia III, s. 171–185 link.
- From Poland to Tenedos. The Project of Using the Teutonic Order in the Fight against the Turks after the Fall of Constantinople, [w:] Beiträge zu einer Table Ronde des XIX International Congress of Byzantine Studies (Copenhagen 1996), hrsg. von Günter Prinzing, Maciej Salamon, Wiesbaden 1999, s. 165–176 link.
- Despotat Epiru w świetle najnowszych badań historycznych, „Balcanica Posnaniensia. Acta et studia” 10 (1999), s. 77–99.
- Dziekan, 'Kronika. Pismo UŁ” (1999), nr 2, s. 6–8 (o Bogumile Zwolskim).
- Hezychazm, [w:] Idei v Rossii = Idee w Rosji. Leksykon rosyjsko-polsko-angielski, t. 2, red. Andrzej de Lazari, Łódź: „Ibidem” 1999, s. 182–184.
- Pamięć lubi legendy. Teofano i Otton III, czyli powtórka z historii, „Tygiel Kultury” (2000), z. 4/6, s. 6–12.
- Teksty z historii europejskiej, wyboru dokonała M. Dąbrowska, [w:] Disce puer. Podręcznik do łaciny średniowiecznej, praca zbiorowa pod red. Dariusza Gwisa i Elżbiety Jung-Palczewskiej, Warszawa: PWN 2000, s. 207–248.
- Słownik nazw własnych, [w:] Disce puer. Podręcznik do łaciny średniowiecznej, praca zbiorowa pod red. Dariusza Gwisa i Elżbiety Jung-Palczewskiej, Warszawa: PWN 2000, s. 249–262.
- Sir Steven Runciman (7 VII 1903 – 1 XI 2000), „Studia Historyczne” 44 (2001), z. 3, s. 542–544.
- Le roi de France aurait-il pu acheter Byzance?, „Alchimie Francaise. Correspondance des Arts” 4 (2001), z. 3/4, s. 25–29.
- La vision muscouvite de Byzance et le byzantinism allemande de Koneczny ou Byzance sans Byzance, „Organon” 28–30 (1999/2001), s. 257–268.
- L’epreuve de Dieu. Pelerinages dans la contemporaine historiographie polonaise, Compostelle. Cahiers d’Etudes et d’Historie Compostellanes, 2002, s. 72–75.
- 133 hasła, [w:] Encyklopedia kultury bizantyńskiej, pod red. nauk. Oktawiusza Jurewicza, Warszawa: Wydawnictwa Uniwersytetu Warszawskiego 2002. Hasła: Acciaiuoli Nerio I, s. 2; Acciaiuoli Nerio II, s. 2; Aleksy III Angelos, s. 15–16; Aleksy IV Angelos, s. 16; Aleksy V Dukas Murzuflos, s. 16–17; Aleksy I Komnen, s. 18–19; Aleksy II Komnen, s. 19; Aleksy III Komnen, s. 19; Aleksy IV Komnen, s. 19; Andronik Gidos, s. 29–30; Andronik II Paleolog, s. 31; Andronik III Paleolog, s. 31–32; Andronik IV Paleolog, s. 32; Angelosi, s. 34; Anna, s. 35; Anna Sabaudzka, s. 35–36; Apokaukos Aleksy, s. 42; Apokaukos Jan, s. 42; Ateńskie Księstwo, s. 57–58; Bajezid, Bajazet, s. 64; Baldwin I, s. 64; Baldwin II, s. 64–65; Bazyli Komnen, s. 71; Bonifacy z Montferratu, s. 105; Charistikariat, s. 114; Dawid I Komnen, s. 134–135; Dawid II Komnen, s. 135; Demetriusz Paleolog, s. 138; Despota, s. 140; Epiru despotat, s. 161–162; Eudokia Paleologina, s. 166; Filioque, s. 175; Gabrielopulos Stefan, s. 182; Gattilusio Franciszek, s. 184; Giustiniani Jan Longo, s. 187; Godfryd I Villehardouin, s. 187–188; Godfryd II Villehardouin, s. 188; Gwido de la Roche, s. 192; Henryk de Hainaut, s. 200; Izaak II Angelos, s. 224–225; Jan II Angelos Dukas Komnen, s. 227–228; Jan de Brienne, s. 228–229; Jan I Dukas Angelos Komnen, s. 229; Jan II Dukas Angelos Komnen, s. 229; Jan I Komnen, s. 231; Jan II Komnen, s. 232–233; Jan III Komnen, s. 233; Jan IV Komnen, s. 233; (współautor Helena Cichocka), Jan VI Kantakuzen, s. 233–234; Jan V Paleolog, s. 235–236; Jan VII Paleolog, s. 236–237; Jan VIII Paleolog, s. 237; Jolanta de Hainaut, s. 243–244; Jolanta (Irena) z Montferrat, s. 244; Kamateros Jan, Jan X, s. 254; Kantakuzen Manuel, s. 254–255; Kantakuzen Mateusz, s. 255; Kantakuzenowie, s. 255; Karol I Andegaweński, s. 257; Katalończycy, s. 260; Kłokotnica, s. 264; (współautor Helena Cichocka), Konstantyn VII Porfirogeneta, s. 274–275; Konstantyn XI Paleolog Dragasz, s. 277; Konstantyn (Cyryl) i Metody, s. 279; Krzyżowe wyprawy, krucjaty, s. 290–292; Lusignanowie, s. 314–315; Łacińskie Cesarstwo, s. 316; Manfred, s. 325; Manuel I Komnen, s. 326–327; Manuel I Komnen, s. 327; Manuel II Komnen, s. 327; Manuel III Komnen, s. 327; Manuel II Paleolog, s. 327–328; Mehmed II Zdobywca, s. 336–337; Michał I Angelos Dukas Komnen, s. 342; Michał II Angelos Dukas Komnen, s. 342–343; Michał VIII Paleolog, s. 346–347; Michał IX Paleolog, s. 347; Michał Kantakuzen, s. 348; Michał Paleolog, s. 348; Morea, s. 358–359; Nawaryjczycy, s. 364–365; Nikefor I Agelos Dukas Komnen, s. 371; Nikefor II Agelos Dukas Komnen, s. 371–372; Nikejskie Cesarstwo, s. 374; Orchan, s. 381; Orsini Mikołaj, s. 382; Otto de la Roche, s. 384; Paleolog Andronik, s. 386; Paleolog Andrzej, s. 386–387; Paleolog Jan, s. 387; Paleolog Jan, s. 387; Paleologini Anna, s. 387–388; Paleologini Irena Eulogia, s. 388; Paleologini Maria, s. 388; Paleologini Maria, s. 388; Paleologini Maria, s. 388–389; Paleologini Raulena Teodora, s. 389; Paleologowie, s. 389; Piotr de Courtenay, s. 403; Porfirogeneta, s. 406; Pronoja, s. 412; Protoasekretis, s. 413; Robert de Courtenay, s. 420; Roger de Flor, s. 421; Saladyn, s. 428; Samuel, s. 428–429; Schizma wschodnia, s. 429; Scholarios Jerzy Genadiusz II, s. 430; Silentiarios, s. 435; Stefan Duszan, s. 444; Stefan Nemanja, s. 444; Tarchaniota Andronik, s. 453; Teodor I Angelos Dukas Komnen, s. 457; Teodor I Laskarys, s. 457; Teodor II Laskarys, s. 458; Teodor I Paleolog, s. 458; Teodor II Paleolog, s. 458–459; Teodora Ducena, s. 462; Teodora Paleologina, s. 462; Teodora Paleologina, s. 462; Teodora Paleologina Kantakuzena, s. 462–463; Tesaloniki Królestwo, s. 473; Timur Wielki, s. 474–475; Tocco, s. 475; Tomasz Angelos Dukas Komnen, s. 475; Tomasz Paleolog, s. 475–476; Trapezuntu Cesarstwo, s. 479; Unia florencka, s. 487; Unia lyońska, s. 487–488; Wilhelm II Villehardouin, s. 492–493; Zaccaria, s. 495; Zeloci, s. 498.
- Agnieszka z Francji w Konstantynopolu, [w:] Niebem i sercem okryta. Studia historyczne dedykowane dr Jolancie Malinowskiej, red. Mariusz Malinowski, Toruń: Wydawnictwo Adam Marszałek 2002, s. 41–63.
- Feudalizm, [w:] Słownik Społeczny, red. Bogdan Szlachta, Kraków: Wydawnictwo WAM 2004, s. 316–323.
- “Vasilisaa ergo gaude…” Cleopa Malatesta’s Byzantine CV, „Byzantinoslavica” 53 (2005), s. 217–224 link.
- “Długie widzenie…” Wspomnienie o Małgorzacie Maciszewskiej Komorowskiej (1955–2005), „Saeculum Christianum” 12 (2005), nr 1, s. 355–358 link.
- Power of Virtue. The Case of the Last Palaiologoi, [w:] Cesarstwo Bizantyńskie. Dzieje, religia, kultura. Studia ofiarowane profesorowi Waldemarowi Ceranowi przez jego uczniów na 70-lecie urodzin, red. Piotr Krupczyński i Mirosław Jerzy Leszka, Łódź: Ibidem 2006, s. 9–25.
- Ought One to Marry? Manuel II Palaiologos Point of View, „Byzantine and Modern Greek Studies” (Birmingham) 31 (2007), z. 2, s. 146–156 link.
- Was there any room on Bosporus for a Latin Lady?, „Byzantinoslavica” 56 (2008), z. 1/2, s. 229–239.
- Could Poland have reacted to the submission of Byzantium to the Turks 1372–1373?, [w:] Captain and Scholar. Papers in Memory of Demetrios Polemis, ed. E. Chrysos, E. Zachariadou, Andros 2009, s. 79–92.
- Byzantine Frescoes Chapel from Lusignans’ Cyprus in Houston, „Ikonotheka” 21(2009), s. 21–32 link
- Święty Jerzy i księżniczka Trapezuntu link
- Żona Dawida z Trapezuntu. [zarchiwizowane z tego adresu].
- Żyrafa dla cesarza, [w:] In tempore belli et pacis. Ludzie – Miejsca – Przedmioty. Księga pamiątkowa dedykowana prof. dr. hab. Janowi Szymczakowi w 65-lecie urodzin i 40-lecie pracy naukowo-dydaktycznej, red. Tadeusz Grabarczyk, Anna Kowalska-Pietrzak, Tadeusz Nowak, Warszawa: Wydawnictwo DiG 2011, s. 65–72.
- Wstęp, [w:] Oskar Halecki i jego wizja Europy, red. Małgorzata Dąbrowska, t. 1, Warszawa–Łódź: Instytut Pamięci Narodowej 2012, s. 7–8.
- Dr Wanda Wolska-Conus (22 X 1919 – 25 IV 2012), „Kwartalnik Historyczny” 120 (2013), z. 1, s. 195–205.
- Wanda Wolska-Conus, „Revue des études byzantines” 71 (2013), z. 1, s. 385–388 link.
- Profesor Halina Evert-Kappesowa i Madame Dupont, „Przegląd Nauk Historycznych” 12 (2013), nr 2, s. 193–220 .
- Krzysztof Zanussi doktorem honoris causa Uniwersytetu Łódzkiego, „Przegląd Nauk Historycznych” 12 (2013), nr 2, s. 309–311
- Tekst laudacji wygłoszonej w dn. 3 października 2013 r. z okazji nadania Profesorowi Krzysztofowi Zanussiemu tytułu doktora honoris causa Uniwersytetu Łódzkiego, „Przegląd Nauk Historycznych” 12 (2013), nr 2, s. 311–313 .
- Wstęp, [w:] Oskar Halecki i jego wizja Europy, red. Małgorzata Dąbrowska, t. 2, Warszawa–Łódź: Instytut Pamięci Narodowej 2014, s. 7–8.
- A Cypriot Story about Love and Hatred, „Text Matters. A journal of literature, theory and culture” 4 (2014), nr 4, s. 197–206 link
- Bizantyński poseł w Paryżu w 1408 r., „Przegląd Nauk Historycznych” 13 (2014), nr 2, s. 119–131
- Wstęp, [w:] Oskar Halecki i jego wizja Europy, red. Małgorzata Dąbrowska, t. 3, Warszawa–Łódź: Instytut Pamięci Narodowej 2014, s. 7–10.
- Michał VIII Paleolog, Jan XI Bekkos i unia kościelna w Lyonie, [w:] Ecclesia regnum fontes. Studia z dziejów średniowiecza, komitet redakcyjny: Sławomir Gawlas, Katarzyna Gołąbek, Marek A. Janicki, Roman Michałowski, Marta Piber-Zbieranowska, Piotr Węcowski, Warszawa: Wydawnictwa Uniwersytetu Warszawskiego 2014, s. 67–78.
- Wstęp, [w:] Kazimierz Zakrzewski. Historia i polityka, red. Małgorzata Dąbrowska, Warszawa–Łódź: Instytut Pamięci Narodowej-Uniwersytet Łódzki 2015, s. 7–8.
- Posłowie. Halina Evert-Kappesowa – uczennica Haleckiego i Zakrzewskiego, [w:] Kazimierz Zakrzewski. Historia i polityka, red. Małgorzata Dąbrowska, Warszawa–Łódź: Instytut Pamięci Narodowej-Uniwersytet Łódzki 2015, s. 309–313.
- Fiszka Zwolskiego. Bogumił Zwolski na Uniwersytecie Łódzkim (1945–1979), „Przegląd Nauk Historycznych” 14 (2015), nr 2, s. 255–267 .
- Paleologowie, „Pomocnik Historyczny. Polityka. Wydanie Specjalne” 2015, nr 5, s. 53–57.
- Bertrandona de la Broquière pielgrzymka do Ziemi Świętej i jego obserwacja wywiadowcza w latach 1432–1433 w kontekście zagrożenia Bizancjum przez Turków Osmańskich, [w:] Na szlakach dwóch światów. Studia ofiarowane Profesorowi Jerzemu Hauzińskiemu, Słupsk: Wydawnictwo Naukowe Akademii Pomorskiej 2016, s. 191–202.
- Pępek świata nad Bosforem. Historia konstantynopolitańska: z prof. Małgorzatą Dąbrowską rozmawia Beata Janowska, „Ale Historia. Tygodnik Historyczny” 2016 – nr 16 (222), s. 3–5.
- Profesor Gieysztor i Lamandé, [w:] Aleksander Gieysztor. Człowiek i dzieło, red. Maria Koczerska, Piotr Węcowski Warszawa: Wydawnictwa Uniwersytetu Warszawskiego 2016, s. 187–190.
- Wstęp, [w:] Stanisław Kościałkowski pamięci przywrócony, red. Małgorzata Dąbrowska, Warszawa–Łódź: Instytut Pamięci Narodowej-Uniwersytet Łódzki 2016, s. 7–8.
- Posłowie. Bogumił Zwolski i Jego sentyment do mistrza, [w:] Stanisław Kościałkowski pamięci przywrócony, red. Małgorzata Dąbrowska, Warszawa–Łódź: Instytut Pamięci Narodowej-Uniwersytet Łódzki 2016, s. 311–316.
- Images of Trebizond and the Pontos in contemporary literature in English with gothic conclusion, „Text Matters. A journal of literature theory and culture” 6 (2016), s. 247–263 link.
- The Image of a Trapezuntian Empress in the 14th Century According to Panaretos [in:] Polonia, Italia Mediterraneum. Studia ofiarowane Pani Profesor Danucie Quirini-Popławskiej, red.Ł. Burkiewicz, R. Hryszko, W. Mruk, P. Wróbel, Kraków: Uniwersytet Jagielloński 2018, s. 271–280.

### Rozdziały w monografiach
- Hellenism at the Court of the Despots of Mistra in the First Half of the Fifteenth Century, [w:] Paganism in the Later Roman Empire and Byzantium, ed. Maciej Salamon, „Byzantina et Slavica Cracoviensia” I, Cracow: Towarzystwo Autorów i Wydawców Prac Naukowych „Universitas” 1991, s. 157–167 link.
- Family Ethos at the Imperial Court of the Paleologos in the Light of the Testimony by Theodore of Montferrat, [w:] „Byzantina et Slavica Cracoviensia” II, ed. Maciej Salamon, Anna Różycka-Bryzek, Cracow: Towarzystwo Autorów i Wydawców Prac Naukowych „Universitas” 1994, s. 73–81 link.
- Przemoskwiona wizja Bizancjum i niemiecki bizantynizm Konecznego, [w:] Feliks Koneczny dzisiaj, red. Jan Skoczyński, Kraków: Księgarnia Akademicka 2000, s. 155–165.
- Byzantine Lady’s Daughters in Poland, [w:] Byzantium and East-Central Europe, ed. Günter Prinzing, Maciej Salamon with the assistance of Paul Stephenson, „Byzantina et Slavica Cracoviensia” III, Cracow: „Historia Iagellonica”, 2001, s. 197–202 link.
- „On, królestw wszystkich władca”. Zawrotna kariera Ottona I I jej bizantyński kontekst, [w:] Pokłosie Zjazdu Gnieźnieńskiego, red. Bolesław Solarski, Maria Sęczkowska, Łęczyca: TNP – TMZŁ 2002, s. 9–17.
- Cywilizacja bizantyńska, czyli świat średniowiecznych Rzymian, [w:] Koneczny. Teoria cywilizacji, red. Jan Skoczyński, Warszawa: Wydawnictwo UŁ – Wydawnictwo Instytutu Filozofii i Socjologii Polskiej Akademii Nauk 2003, s. 329–351.
- Byzance, source des stereotypes dans la conscience des Polonais, [w:] Byzance en Europe, ed. M. F. Auzepy, Paris 2003, s. 43–54.
- Jana Kantakuzena przepis na wygraną. Przejecie władzy w Bizancjum w 1347 r., [w:] Zamach stanu w dawnych społecznościach, red. Arkadiusz Sołtysiak i Justyna Olko, Warszawa: OBTA UW 2004, s. 375–383.
- Popołudnie średniowiecznej Europy. Społeczności łacińskie na obszarach bizantyńskich w latach: 1204–1453, [w:] Wędrówka i etnogeneza w starożytności i średniowieczu, red. Maciej Salamon i Jerzy Strzelczyk, Kraków: Wydawnictwo UŁ 2004, s. 393–404 (wyd. 2 – Kraków: Towarzystwo Wydawnicze „Historia Iagellonica” 2010, s. 461–472).
- Marian Henryk Serejski (1897–1975), [w:] Mediewiści, red. Jerzy Strzelczyk, Poznań: Instytut Historii UAM, 2011, s. 225–230.
- Oskara Haleckiego droga do Bizancjum i na Bronx, [w:] Oskar Halecki i jego wizja Europy, red. Małgorzata Dąbrowska, t. 1, Warszawa–Łódź: Instytut Pamięci Narodowej 2012, s. 104–119.
- „Byzantine Empresses”. Mediations in the Feud between the Palaiologoi (13th-15th centuries), [w:] Konfliktbewältigung und Friedensstiftung im Mittelalter = Przezwyciężanie konfliktów i ustanawianie pokoju w średniowieczu, hrsg. von Roman Czaja, Eduard Mühle, Andrzej Radzimiński, Toruń: Towarzystwo Naukowe 2012, s. 227–239 link.
- Die Herrschaft des Kaisers Manuel I. Kommenos in den Augen von Johannes Kinnamos, [w:] Macht und Spiegel der Macht Herrschaft in Europa im 12. und 13. Jahrhundert vor der Hintergrund der Chronistik, Herausgegeben von Norbert Kersken und Grischa Vercamer, Wiesbaden: Harrassowitz Verlag 2013, s. 419–432. Deutsches Historisches Institut Warschau Quellen und Studien Herausgegeben von Eduard Mühle, Band 27.
- Inteligencja emocjonalna Manuela II Paleologa, [w:] Homo, qui sentit: ból i przyjemność w średniowiecznej kulturze Wschodu i Zachodu, red. Jacek Banaszkiewicz i Kazimierz Ilski, Poznań: Instytut Historii UAM 2013, s. 21–31.
- Kobiece oparcie Haleckiego. Matka i żona, [w:] Oskar Halecki i jego wizja Europy, red. Małgorzata Dąbrowska, t. 2, Warszawa–Łódź: Instytut Pamięci Narodowej 2013, s. 21–38.
- Przyjaźnie Oskara Haleckiego w świetle jego korespondencji, [w:] Oskar Halecki i jego wizja Europy, red. Małgorzata Dąbrowska, t. 3, Warszawa–Łódź: Instytut Pamięci Narodowej 2014, s. 22–43.
- Giaur i Lewantyn na bizantyńskim szlaku Ignacego Pietraszewskiego, [w:] Tradycje bizantyńskie. Romantyzm i inne epoki, pod red. E. Kasperskiego i O. Krysowskiego, Warszawa 2014, s. 153–163.
- Steven Runciman (1903–2000), [w:] Mediewiści IV, red. Jerzy Strzelczyk, Poznań: Instytut Historii UAM 2016.
- Jana Długosza spojrzenie na Bizancjum, [w:] Sic erat in votis. Studia i szkice ofiarowane Profesorowi Zbigniewowi Anusikowi w sześćdziesiątą rocznice urodzin, t. 2: Europa i świat w czasach nowożytnych, red. Małgorzata Karkocha i Piotr Robak, Łódź: Wydawnictwo Uniwersytetu Łódzkiego 2017, s. 59–79.
- Za ścianą ludzkich biografii. Pytania o sens życia w twórczości Krzysztofa Zanussiego [:] Wiara – Kultura – Kino, t. 2, red. K. Wawrzynów, W.Z. Wojtyra, Wrocław: Wyższe Seminarium Duchowne Prowincji Świętej Jadwigi we Wrocławiu 2017, s. 41–54.